# 3614 Jackson Highway
3614 Jackson Highway är ett album från 1969 av den amerikanska sångerskan Cher. Det är uppkallat efter adressen till Muscle Shoals Sound Studio i Sheffield, Alabama, där albumet spelades in.

## Låtlista
1. "For What It's Worth" (Stephen Stills) - 2:22
2. "(Just Enough to Keep Me) Hangin' On" (Ira Allen/Buddy Mize) - 3:18
3. "(Sittin' On) The Dock of the Bay" (Steve Cropper/Otis Redding) - 2:41
4. "Tonight I'll Be Staying Here With You" (Bob Dylan)" - 3:08
5. "I Threw It All Away" (Bob Dylan) - 2:49
6. "I Walk on Guilded Splinters" (Dr. John Creaux) - 2:32
7. "Lay, Baby, Lay" (Bob Dylan) - 3:36
8. "Please Don't Tell Me" (Carroll W. Quillen/Grady Smith) - 3:36
9. "Cry Like a Baby" (Spooner Oldham/Wallace Pennington) - 2:46
10. "Do Right Woman, Do Right Man" (Chips Moman/Dan Penn) - 3:20
11. "Save the Children" (Eddie Hinton) - 2:54 
Bonusspår på 2003 års återutgåva
12. "Easy to Be Hard" - 3:44
13. "I Believe" - 3:55
14. "Danny Boy" - 5:20
15. "Momma Look Sharp" - 3:33
16. "It Gets Me Where I Want to Go" - 3:11
17. "You've Made Me So Very Happy" - 2:44
18. "Yours Until Tomorrow" - 2:52
19. "The Thought of Loving You" - 2:25
20. "The First Time" - 3:25
21. "Chastity's Song (Band of Thieves)" - 3:08
22. "Chastity's Song (Band of Thieves)" - 3:06 (Stereo Album Version)
23. "Superstar" - 3:07